# Gaby Stenberg
Ida Gabriella Stenberg, detta Gaby (Tokyo, 9 gennaio 1923 – Boo, 20 settembre 2011), è stata un'attrice svedese.

## Filmografia parziale
Cinema
- Löjtnantshjärtan, regia di Weyler Hildebrand (1942)
- Tappa inte sugen, regia di Lars-Eric Kjellgren (1947)
- Hendes store aften, regia di Annelise Reenberg (1954)

Televisione
- Rederiet - serie TV, 263 episodi (1992-2002)